# 대형트롤어업
대형트롤어업은 해저 부근에 서식하는 어류, 갑각류, 연체 등을 어획대상으로 하며, 어구는 긴 자루그물 양측에 날개 그물이 붙어 있고, 각 날개 그물 앞쪽에는 후릿줄, 전개판, 끝줄이 부착되어 있으며 어선 1척이 어구를 끌어서 대상 생물을 어획하는 어업이다. 즉, 자루 그물의 입구 및 날개그물의 상부에는 뜸을, 하부에는 발돌을 달아 좌우로 벌어지도록 한 것이다.

## 어업 개요
- 어선규모 : 70톤이상 140톤미만
- 사용어구수 : 1통
- 기관마력 : 평균 1,300마력(1척당)
- 선원수 : 약 14~16명 내외
- 주 조업시기 : 연중(7월~4월)
- 대상어종 : 오징어, 갈치, 병어류, 고등어, 삼치류, 말쥐치, 참조기

## 그물의 구분
그물의 구성은 일반적으로 등판, 밑판, 옆판, 날개그물로 되어 있으며, 등판과 밑판 및 옆판의 수에 따라 4매망, 6매망, 8매망 등으로 부른다. 또한, 8매망 이상을 세미 점보망, 12매망 이상을 점보망이라고 부르기도 한다.

## 어구 및 어법
어업허가를 받은 1척의 어선으로 전개판 등 좌·우 전개장치를 부착한 날개그물과 자루그물로 구성된 어구 1통을 자루그물과 날개그물, 후릿줄, 망구전개판, 끌줄 순으로 선미에서 투망한 후 중·저층을 예망하며 수산동물을 자루그물 속으로 들어가도록 하여 예망이 완료되면 끌줄과 전개판, 후릿줄, 날개그물, 자루그물 순으로 양망한다.